# Näringslivets etiska råd mot könsdiskriminerande reklam
Näringslivets etiska råd mot könsdiskriminerande reklam, ERK, inrättades av reklambranschen i Sverige 1988 för att motverka förekomsten av könsdiskriminerande reklam. Rådets uppgifter är sedan 2009 övertagna av Reklamombudsmannen och rådet har därefter lagts ned.
Bakom ERK stod Sveriges Annonsörer, Sveriges Reklamförbund, Svenska Tidningsutgivareföreningen, Sveriges Tidskrifter, Radioutgivareföreningen, SF Media, The Swedish direct marketing association (SWEDMA), TV3, TV4, Kanal 5, Clear Channel och J.C. Decaux.
ERK, som inledde sin verksamhet 1989, byggde på principen om självreglering inom branschen och syftade till att motverka krav på lagstiftning på området.
ERK:s ordförande, vice ordförande och övriga ledamöter utsågs av ERK:s huvudmän. Ordföranden och vice ordföranden skulle vara jurister med goda insikter i marknadsrätt, medan de övriga ledamöterna skulle ha en allsidig erfarenhet av reklam och annan marknadsföring, varav en borde vara konsumentrepresentant.

## ERK:s kriterier på könsdiskriminerande reklam
ERK gjorde uttalanden om en viss marknadsföringsåtgärd (som riktar sig till den svenska marknaden) kunde anses strida mot Internationella Handelskammarens (ICC:s) grundregler för reklam vad avser könsdiskriminerande reklam.
För att kunna göra detta ställde ERK upp kriterier för vad som är könsdiskriminerande reklam, som till stor del anslöt till tidigare definitioner som diskuterats i Sverige, med utgångspunkt i en arbetsgrupp som 1974 tillsattes av Konsumentombudsmannen. ERK:s kriterier var dessa:
1. Reklam som framställer kvinnor eller män som rena sexobjekt och som kan anses kränkande (sexistisk reklam).
2. Reklam som konserverar en otidsenlig syn på könsrollerna och därigenom framställer kvinnor eller män på ett nedvärderande sätt (schabloniserande reklam).
3. Reklam som på något annat nedvärderande sätt är uppenbart könsdiskriminerande för kvinnor eller män.

Däremot prövade ERK inte anmälningar avseende reklam för verksamheter vars innehåll i sig kunde anses vara könsdiskriminerande.

## Anmälningar och ERK:s avgöranden
ERK:s fällande uttalanden var skriftliga och offentliggjorde bland annat genom att meddela pressen och lägga ut fällningarna på rådets hemsida.
Under åren 1989–2005 mottog ERK totalt 3 990 anmälningar som ledde till totalt 377 fällande uttalanden. Flera anmälningar kunde gälla samma reklamkampanj, men ledde aldrig till mer än ett fällande uttalande per kampanj. Under åren 1999-2006 varierade andelen fällande uttalanden mellan 10% och 25% av de anmälda kampanjerna.

### Omdebatterade fällningar
Vissa av ERK:s fällningar blev föremål för debatt.
JämO anmälde Lap Power och Helen Wellton till (ERK) två gånger. Första gången friades hon: "Dataföretaget Lap Powers PR-kvinna Helen Wellton kan inte anses vara "ett sexuellt blickfång" hur hon än försöker. Näringslivets etiska råd mot könsdiskriminerande reklam (ERK) friar fyra annonser där hon figurerar i olika utstyrslar."
Andra gången fälldes reklamen med motiveringen: "Hennes leende signalerar sexuella inviter. Därför ansåg vi att den är könsdiskriminerande", säger Inga-Britt Törnell, ordförande i etiska rådet."
I februari 2004 deltog Helen Wellton i TV-programmet Debatt som diskuterade könsdiskriminerande reklam och hur ERK dömer i de fall som anmäls till dem och var där kritisk till hur ERK dömer. Det var hon själv som utformat annonsen, det var en annons för hennes eget företag och det var en bild på henne där hon ser ut som hon brukar se ut, och ändå blev hon fälld för könsdiskriminerande reklam.